# Булич
Булич (хорв. Bulić) — населений пункт у Хорватії, у Задарській жупанії у складі міста Бенковаць.

## Населення
Населення за даними перепису 2011 року становило 147 осіб.
Динаміка чисельності населення поселення:

## Клімат
Середня річна температура становить 14,04 °C, середня максимальна – 28,80 °C, а середня мінімальна – -0,26 °C. Середня річна кількість опадів – 849 мм.
| Клімат поселення                              | Клімат поселення | Клімат поселення | Клімат поселення | Клімат поселення | Клімат поселення | Клімат поселення | Клімат поселення | Клімат поселення | Клімат поселення | Клімат поселення | Клімат поселення | Клімат поселення | Клімат поселення |
| Показник                                      | Січ.             | Лют.             | Бер.             | Квіт.            | Трав.            | Черв.            | Лип.             | Серп.            | Вер.             | Жовт.            | Лист.            | Груд.            |                  |
| Середній максимум, °C                         | 10,36            | 11,36            | 14,12            | 17,44            | 22,41            | 26,34            | 28,80            | 28,51            | 24,25            | 19,77            | 14,00            | 11,02            |                  |
| Середня температура, °C                       | 5,06             | 6,02             | 8,81             | 12,15            | 17,10            | 21,03            | 24,12            | 23,85            | 19,60            | 15,11            | 9,33             | 6,34             |                  |
| Середній мінімум, °C                          | −0,26            | 0,71             | 3,49             | 6,82             | 11,78            | 15,72            | 19,46            | 19,19            | 14,93            | 10,45            | 4,65             | 1,68             |                  |
| Норма опадів, мм                              | 72               | 64               | 69               | 75               | 62               | 58               | 34               | 49               | 85               | 93               | 102              | 86               |                  |
| Середньомісячна швидкість вітру, м/с          | 2.20             | 2.37             | 2.60             | 2.52             | 2.21             | 2.00             | 2.04             | 1.90             | 2.00             | 2.08             | 2.47             | 2.42             |                  |
| Середньомісячна сонячна радіація, кДж/м²·день | 5189             | 7923             | 11522            | 16225            | 20294            | 22615            | 24266            | 21282            | 15828            | 10091            | 5598             | 4392             |                  |
| --------------------------------------------- | ---------------- | ---------------- | ---------------- | ---------------- | ---------------- | ---------------- | ---------------- | ---------------- | ---------------- | ---------------- | ---------------- | ---------------- | ---------------- |
| Джерело:                                      |                  |                  |                  |                  |                  |                  |                  |                  |                  |                  |                  |                  |                  |